# Wadi (India)
Wadi (en canarés: ವಾಡಿ ) es una ciudad de la India en el distrito de Gulbarga, estado de Karnataka. Según el censo de 2011, tiene una población de 37.988 habitantes.

## Geografía
Se encuentra a una altitud de 432 m s. n. m. a 531 km de la capital estatal, Bangalore, en la zona horaria UTC +5:30.